# Ernst Percy
Ernst Olof Percy, född den 8 mars 1901 i Helsingborg, död där den 9 oktober 1968, var en svensk teolog.
Percy avlade studentexamen 1919, filosofie kandidatexamen 1922, teologie kandidatexamen 1926 och teologie licentiatexamen 1938. Han promoverades till teologie doktor vid Lunds universitet 1939. Percy var docent i Nya testamentets exegetik där 1939–1958 och lektor vid högre allmänna läroverket för gossar i Helsingborg 1955–1966. Han invaldes som ledamot av Humanistiska Vetenskapssamfundet i Lund 1953. Percy vilar i sin familjegrav på Donationskyrkogården i Helsingborg.